# Máša Málková

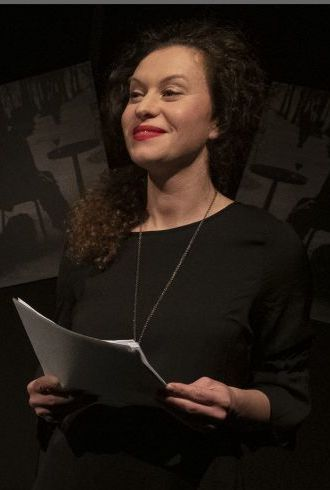
Máša Málková im Jahr 2021

Máša Málková, bürgerlich Marie Málková (* 24. August 1983 in Benešov, Tschechoslowakei), ist eine tschechische Schauspielerin.

## Leben
Máša Málková wurde 1983 in Podblanicko, Benešov, geboren. Sie besuchte das Prager Konservatorium, wo sie von Jana Preissová und Jaroslav Satoranský unterrichtet wurde. Bereits während des Studiums gastierte sie am Ostböhmischen Theater in Pardubice, wo sie insgesamt vier Jahre spielte, eines davon als festes Ensemblemitglied. Máša Málková hat auf zahlreichen Prager Bühnen gespielt, darunter das Vinohrady-Theater (Divadlo na Vinohradech), das Theater Viola (Divadlo Viola) und das Prager Stadttheater. Für ihre Rolle der Pianistin in der Inszenierung von Chopin in Porzellan wurde sie 2011 für den Cena Thálie („Thalia-Preis“) nominiert.
Seit Mitte der 2000er Jahre tritt Máša Málková auch in Fernseh- und Filmproduktionen auf. Eine wichtige Rolle hatte sie 2015 in dem Film Der Fotograf (im Original Fotograf), wofür sie eine Nominierung für den Český lev („Böhmischer Löwe“) als Beste Hauptdarstellerin erhielt.

## Filmografie
- 2006: Ich habe den englischen König bedient (Obsluhoval jsem anglického krále)
- 2008: O rodicích a detech
- 2008–2015: Ulice (Fernsehserie, 189 Folgen)
- 2015: Der Fotograf (Fotograf)
- 2017: I Love You Heavenly (Miluji te modre)